# VI Festival olimpico invernale della gioventù europea
Il VI Festival olimpico invernale della gioventù europea si è svolto nel 2003 a Bled, in Slovenia, dal 25 al 31 gennaio.

## Discipline sportive
Durante la terza edizione del Festival si sono disputati 28 eventi sportivi di 7 discipline.
- Biathlon (dettagli)
- Combinata nordica (dettagli)
- Hockey su ghiaccio (dettagli)
- Pattinaggio di figura (dettagli)
- Salto con gli sci (dettagli)
- Sci alpino (dettagli)
- Sci di fondo (dettagli)

## Medagliere
Paese ospitante
| Pos.   | Paese     |    |    |    |    |
| ------ | --------- | -- | -- | -- | -- |
| 1      | Russia    | 9  | 5  | 1  | 15 |
| 2      | Norvegia  | 7  | 7  | 5  | 19 |
| 3      | Rep. Ceca | 2  | 3  | 4  | 9  |
| 4      | Germania  | 2  | 3  | 2  | 7  |
| 5      | Austria   | 2  | 2  | 3  | 7  |
| 5      | Slovenia  | 2  | 2  | 3  | 7  |
| 7      | Francia   | 2  | 2  | 0  | 4  |
| 8      | Svezia    | 1  | 1  | 3  | 5  |
| 9      | Croazia   | 1  | 0  | 0  | 1  |
| 10     | Svizzera  | 0  | 2  | 0  | 2  |
| 11     | Italia    | 0  | 1  | 2  | 3  |
| 12     | Finlandia | 0  | 0  | 2  | 2  |
| 13     | Israele   | 0  | 0  | 1  | 1  |
| 13     | Ucraina   | 0  | 0  | 1  | 1  |
| 13     | Ungheria  | 0  | 0  | 1  | 1  |
| Totale | Totale    | 28 | 28 | 28 | 84 |